# George Zack
George Zack (* um 1910 in Chicago; † nach 1952) war ein amerikanischer Musiker (Piano, auch Gesang) des Chicago-Jazz.

## Leben und Wirken
Zacks Vater war Klarinettist beim Chicago Symphony Orchestra; er studierte am Chicago Conservatory of Music und begann seine Karriere in den Territory Bands von Mush Oliver und Jimmy Joy. Nach seiner Rückkehr nach Chicago arbeitete ab den 1930er-Jahren in der Jazzszene von Chicago; er war mit Tut Soper befreundet und spielte u. a. mit Muggsy Spanier and His Ragtime Band, an dessen Aufnahmen für Bluebird Records 1939 er beteiligt war.
Krankheitsbedingt musste Zack seine Musikerkarriere Anfang der 1940er-Jahre unterbrechen. In New York spielte er im März 1944 mit dem Trompeter Max Kaminsky einige Nummern unter eigenem Namen für das lokale Label Cent ein, darunter die Hoagy-Carmichael-Nummer Snowball, die er üblicherweise mit seinem Gesang begleitete. 1944 fanden drei Duosessions mit George Wettling für Commodore Records statt (Party Piano of the Roaring 20s); im Januar 1945 spielte er bei Wild Bill Davison and His Commodores, als er für einen Titel Dick Cary ersetzte. Im März und April 1945 entstanden bei zwei weiteren Commodore-Sessions Nummern wie My Melancholy Baby, Everybody Loves My Baby und Black and Blue; hier wurde Zack von Schlagzeuger Danny Alvin begleitet, bei einer Session im Juli 1945 erneut von George Wettling (My Daddy Rocks Me/Chimes Blues). In dieser Zeit trat er mit eigener Combo im Chicagoer Hot Club in der Dearborn Street auf. 1946 heiratete er Donna Berigan, die Witwe des 1942 verstorbenen Bunny Berigan.
Letzte Aufnahmen Zacks entstanden um 1951 mit der Jimmy James’ Jas’ Band. Im Bereich des Jazz war er zwischen 1939 und 1951 an 12 Aufnahmesessions beteiligt. In Chicago trat er in den folgenden Jahren noch im Hot Club of Chicago, 7006 Club und im Club Silhouette auf, spielte mit Doc Evans’ Dixieland Jazzband und begleitete verschiedenen Sänger. In den 1950er-Jahren zog er nach Arizona und spielte u. a. mit Dixielandbands von Ray Bauduc, Nappy Lamare und Bob Scobey. Sein Klavierspiel war vom Ragtime und Barrelhouse Piano geprägt.

## Diskographische Hinweise
- Commodore Classics-George Zack/George Wettling: Barrelhouse Piano